# 檀田
檀田（まゆみだ）は、長野県長野市の北東部の町名。現行行政地名は檀田一・二丁目。住居表示実施済み区域である。郵便番号は381-0052。
全域が長野市役所若槻支所の管内である。

## 概要
地区の南端を浅川が流れる。南部に北部幹線が東西に横切る。浅川左岸に沿った扇状の地区であり、西部は浅川の谷口にあたる。周囲は以下の大字・町丁と接する。
北部幹線の開通により大型店舗が沿道に相次ぎ出店しており、住居表示実施済み地区では土地区画整理事業も進み、長野市の近郊住宅地として発展している。
もとは稲作地帯であったが、河川改修により浅川の天井川状態が檀田より下流について解消され、水害の恐れが弱まったこともあって宅地化が進んだ。現在では農村の風景は西部の区画整理未施行区域に残るのみで、区画整理施行地区はほぼ完全に宅地化・商業地化している。
檀田という地名は難読であり、長電バスが以前運行していた路線（10 マユミダ・柳原線）、2011年（平成23年）から運行されている路線（4 マユミダ・三才線）では方向幕などでマユミダと表示している（2004年〜2011年に運行されていた6 日赤・檀田線では漢字表記）。ただし、檀田バス停の停留所名は一貫して漢字表記である。また、壇田という誤記が多い。
地区内の人口および世帯数は、以下の通り（令和5年3月1日現在）。
|            | 世帯数  | 人口    |
| ---------- | ------- | ------- |
| 檀田一丁目 | 72世帯  | 178人   |
| 檀田二丁目 | 493世帯 | 1,238人 |
| 大字檀田   | 16世帯  | 48人    |
|            |         |         |
| 計         | 581世帯 | 1,464人 |

### 沿革
現在の檀田地区の範囲は、概ね旧上水内郡檀田村の範囲に相当する。
旧檀田村の歴史
- 江戸時代 - 前身の水内郡檀田村は松代藩領であった
- 1753年（宝暦3年）ごろ - 真光寺村（現 長野市真光寺）で石油が産出。檀田村にも油井ができる[1]
- 1879年（明治12年）1月4日 - 郡区町村編制法施行。檀田村は上水内郡に属する
- 1889年（明治22年）4月1日 - 市町村制施行。上水内郡檀田村、同郡稲田村・徳間村・上野村・吉村・田子村・東条村・西条村と合併し、若槻村となる
- 1939年（昭和14年）4月15日 - 論電ヶ谷池（現 長野市上ヶ屋）が決壊し浅川に濁流が押し寄せ、隣接する浅川村・古里村・長野市吉田と併せて流失9戸・浸水83戸・死者19人・水田の埋没20ha以上の被害を出す[1]
- 1954年（昭和29年）4月1日 - 上水内郡若槻村、同郡朝陽村・古里村・柳原村・浅川村・長沼村・安茂里村・小田切村・芋井村・大豆島村とともに長野市に編入。旧檀田村域は大字檀田となる

長野市檀田の歴史
- 1967年（昭和42年） - 大字檀田・大字若槻東条・大字若槻西条・大字徳間・大字稲田の各一部を分け、大字若槻団地が発足
- 2003年（平成15年）3月27日 - 北部幹線の檀田地区内区間（L=760m）が開通。開通前後に大型店が沿道に相次ぎ出店
- 2005年（平成17年）2月28日 - 住居表示実施。大字檀田の一部が、檀田一・二丁目となる
- 2006年度（平成18年度） - 檀田土地区画整理事業が完了。檀田一・二丁目の区域、22.9ha

## 交通

### 路線バス
地区内の北部幹線などを長電バスの以下の路線系統が走っている。
- 長電バス
  - 3 長野駅 - 宇木 - 浅川西条
  - 4 長野駅 - 檀田 - 三才駅 - 市民病院 - 柳原

## 施設

### 檀田二丁目
- 檀田公園
- 西友 長野北店
- ケンタッキーフライドチキン 檀田店
- サイゼリヤ 長野檀田店
- 大戸屋 長野稲田店
- アメリカンドラッグ まゆみ田店
- タイヤガーデン ピットイン若槻店
- ユニクロ アクロスプラザ長野北店
- 綿半ホームエイド 檀田店

### 大字檀田
- 若月神社
- 北長野ゴルフセンター
- 中部電力 浅川変電所